# Buceo (Montevideo)
Buceo es uno de los 62 barrios oficialmente reconocidos de Montevideo (Uruguay). Es una zona residencial costera, ubicada al sudeste de la ciudad, limítrofe con Malvín al este, Parque Batlle al noroeste, Pocitos suroeste, Villa Dolores al oeste, y Malvín Norte al noreste. Dentro de sus límites de este se ubica la playa homónima y el centro comercial, Montevideo Shopping.

## Geografía
El barrio se ubica sobre la costa del Río de la Plata. Sus ejes viales principales son la Rambla de Montevideo, el Bulevar José Batlle y Ordóñez (ex Camino Propios) y la Avenida Rivera. Sus límites son al oeste las avenidas avenida Luis Alberto de Herrera, al Este la calle Colombes, al norte la avenida Italia, y al Sur el Río de la Plata.
La costa describe dos pronunciados accidentes: la pequeña bahía del Puerto del Buceo, y la amplia Playa del Buceo.
La Isla de las Gaviotas marca el límite con el barrio Malvín.
La Rambla Armenia con su plaza completa la fisonomía urbana del Puerto del Buceo; sobre la misma se levantan varios edificios, entre otros, el moderno Liceo Francés de Montevideo.

## Historia
La zona comprendida al este del arroyo de los Pocitos hasta Carrasco inclusive se llamó la zona del Buceo, por el navío portugués al servicio de la Corona española que naufragó llamado Nuestra Señora de la Luz en 1752. De ahí surge su nombre debido a buceadores que participaron en el rescate de la carga de dicho barco hundido. Luego quedó reducido a lo que es hoy.
En su playa desembarcaron los ingleses que sitiaron y tomaron Montevideo entre enero y febrero de 1807 durante las Invasiones Inglesas del Río de la Plata antes de ser expulsados. En mayo de 1814 la flotilla revolucionaria al mando del Argentino Almirante Guillermo Brown batió a la armada real. Poco después los españoles rindieron Montevideo.

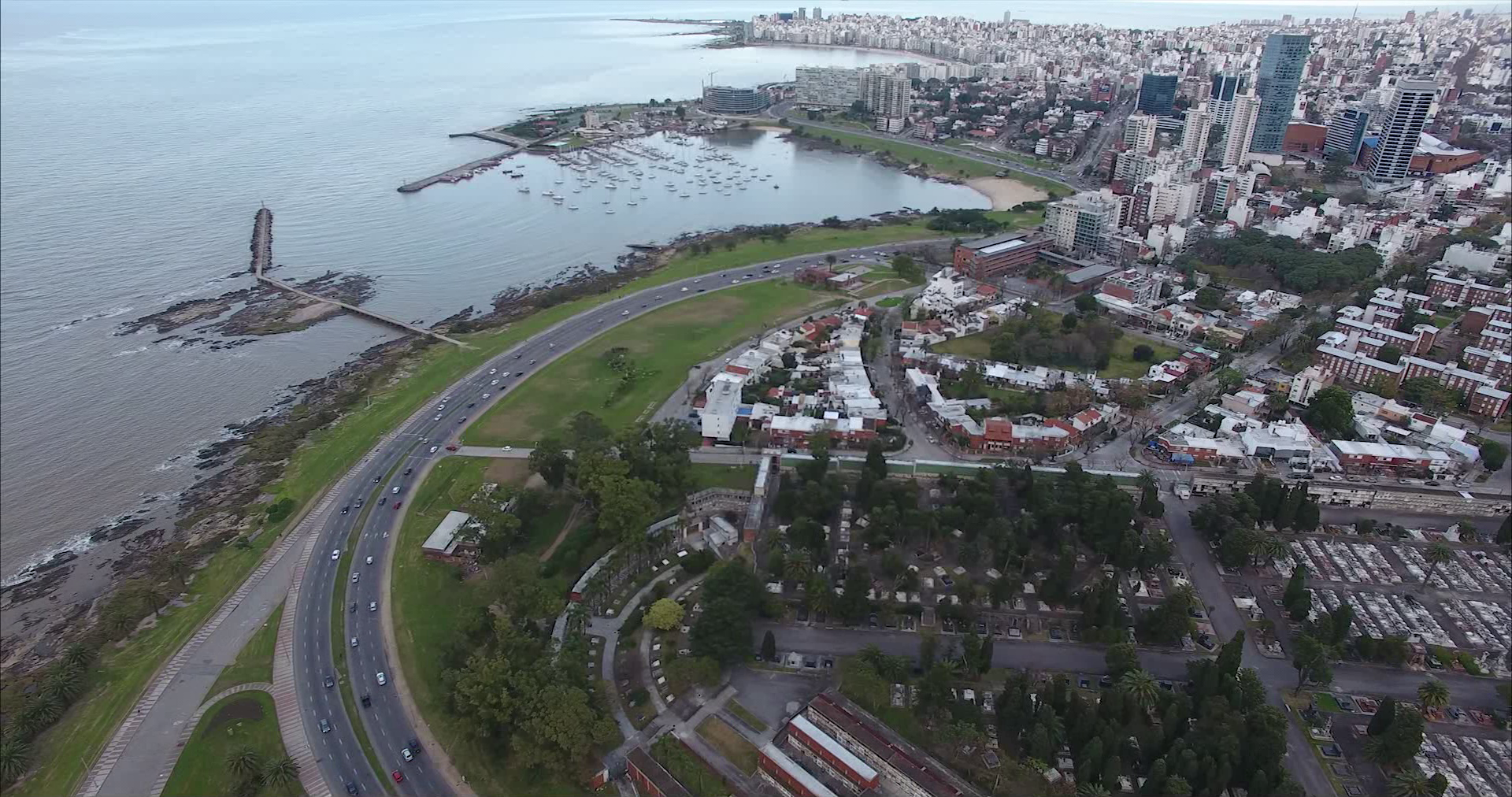
Vista aérea del barrio

En 1814 tuvo lugar en la zona el Combate naval del Buceo, en el marco de la campaña naval de ese año durante el proceso de independencia. En lo que resta del siglo XIX, se convirtió en un poblado de pescadores, con la instalación de muelles, viviendas y saladeros, además de la aduana y el puerto de Oribe. En 1872 se construyó el Cementerio del Buceo, el cual se convirtió en uno de los más importantes de la ciudad.
A inicios del siglo XX, el barrio se transformó en un balneario vacacional para los habitantes de Montevideo. En 1939, frente al Puerto del Buceo se construyó el edificio sede –de estilo art decó– del club náutico, Yacht Club Uruguayo. A partir de la década de 1950 se erigieron numerosos complejos de apartamentos, como Edificio Panamericano; así como se inauguró el Museo Zoológico, que originalmente había sido concebido para local nocturno (fue conocido popularmente como "el cabaret de la muerte", porque fue construido entre los años 1925 y 1930, exactamente en el mismo lugar donde antes estaba la morgue del Cementerio del Buceo. El barrio era servido por una línea de tranvía operada por la Administración Municipal de Transporte (AMDET).
En 1985 en la zona oeste del barrio se inauguró Montevideo Shopping –primer centro comercial del país y de la región del Río de la Plata-. A partir de entonces, el barrio tuvo un gran desarrollo inmobiliario, que llevó a la construcción de edificios de apartamentos, servicios y oficinas, así como a la instalación de numerosos clubes nocturnos y restaurantes. A fines de la década de 1990, se inauguró el World Trade Center Montevideo, que tuvo ampliaciones con el transcurso de los años.
En octubre de 2012, en un espacio público ubicado en la intersección de la Avenida Francisco Solano López y la Rambla República de Chile, se inauguró una estatua de 6 metros de altura, correspondiente al proyecto Greetingman. El club más representativo del barrio es el Club Social y Deportivo Huracán Buceo, fundado a fines de la década de 1930.

## Sitios de interés

### Museos

#### Museo Zoológico Dámaso Antonio Larrañaga

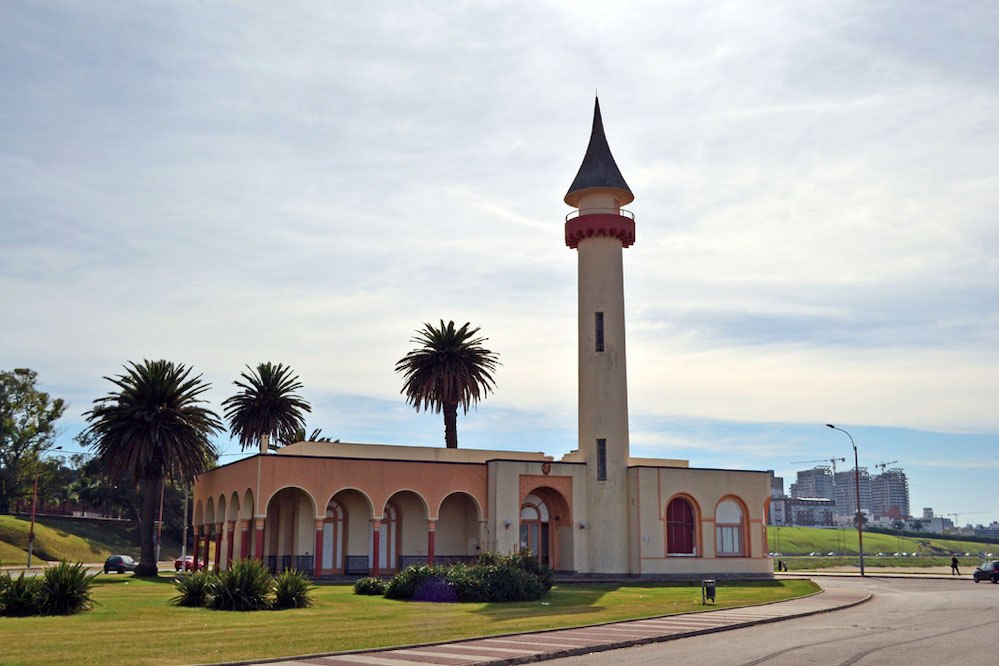
Museo Zoológico Dámaso Antonio Larrañaga

También conocido como «Museo Oceanográfico», conserva y exhibe pieza de especies de fauna marina autóctona. Asimismo, alberga una biblioteca dedicada zoología, biología, veterinaria y entomología.El edificio fue diseñado en la década de 1920 con el objetivo de ser una cafetería; en 1934 fue adquirido por la Intendencia Departamental de Montevideo que lo destinó como sede de la estación oceanográfica, hasta 1956 cuando finalmente se inauguró el museo.

#### Museo del Arma de Ingenieros

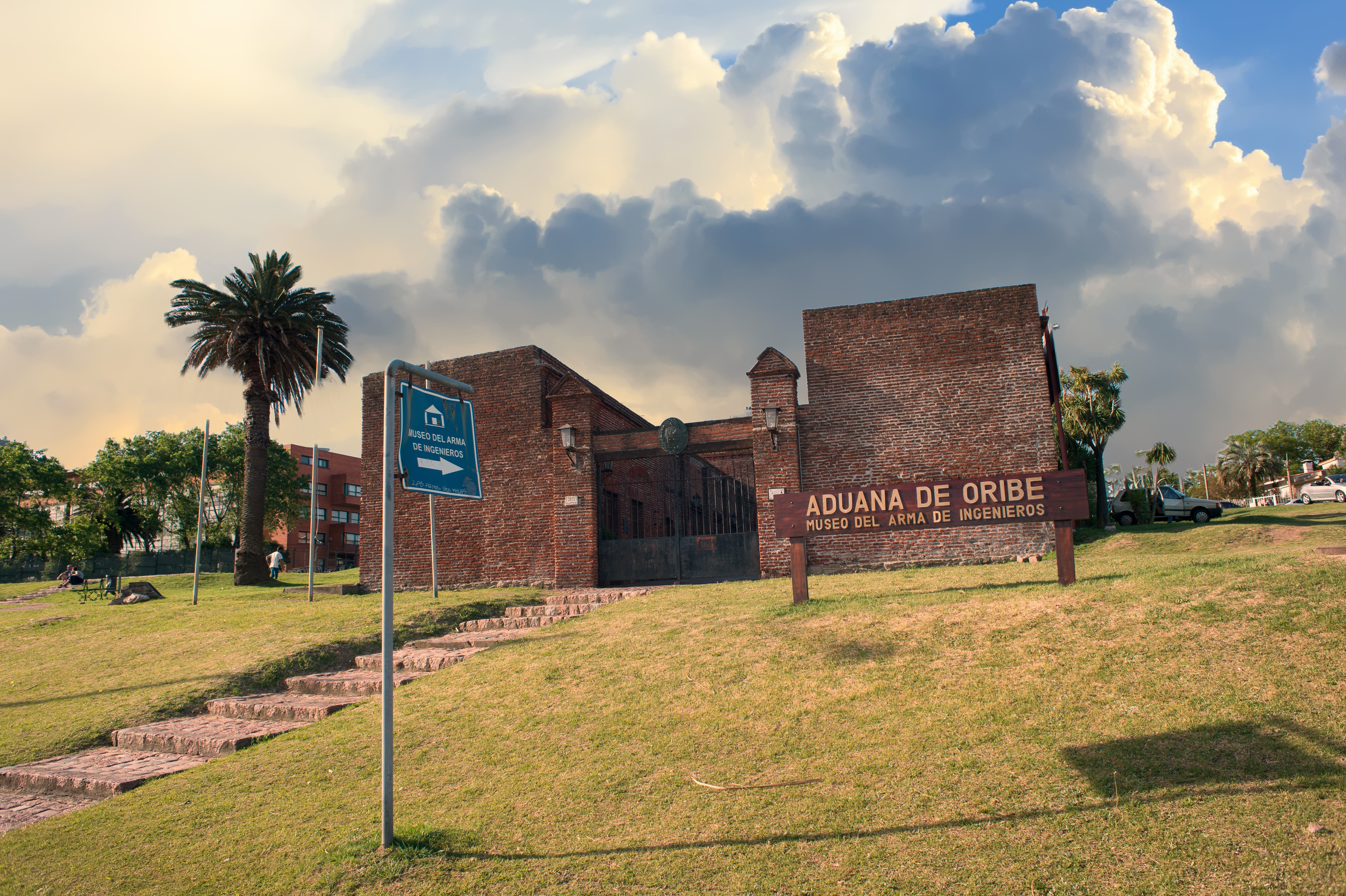
Museo del Arma de Ingenieros

Ubicado en el predio de la Aduana de Oribe, primera sede del Batallón de Ingenieros N.º 1 del Ejército Nacional,conserva y exhibe elementos de la ingeniería militar uruguaya, tanto de zapadores como de pontoneros.

### Parques y plazas

#### Plaza Armenia

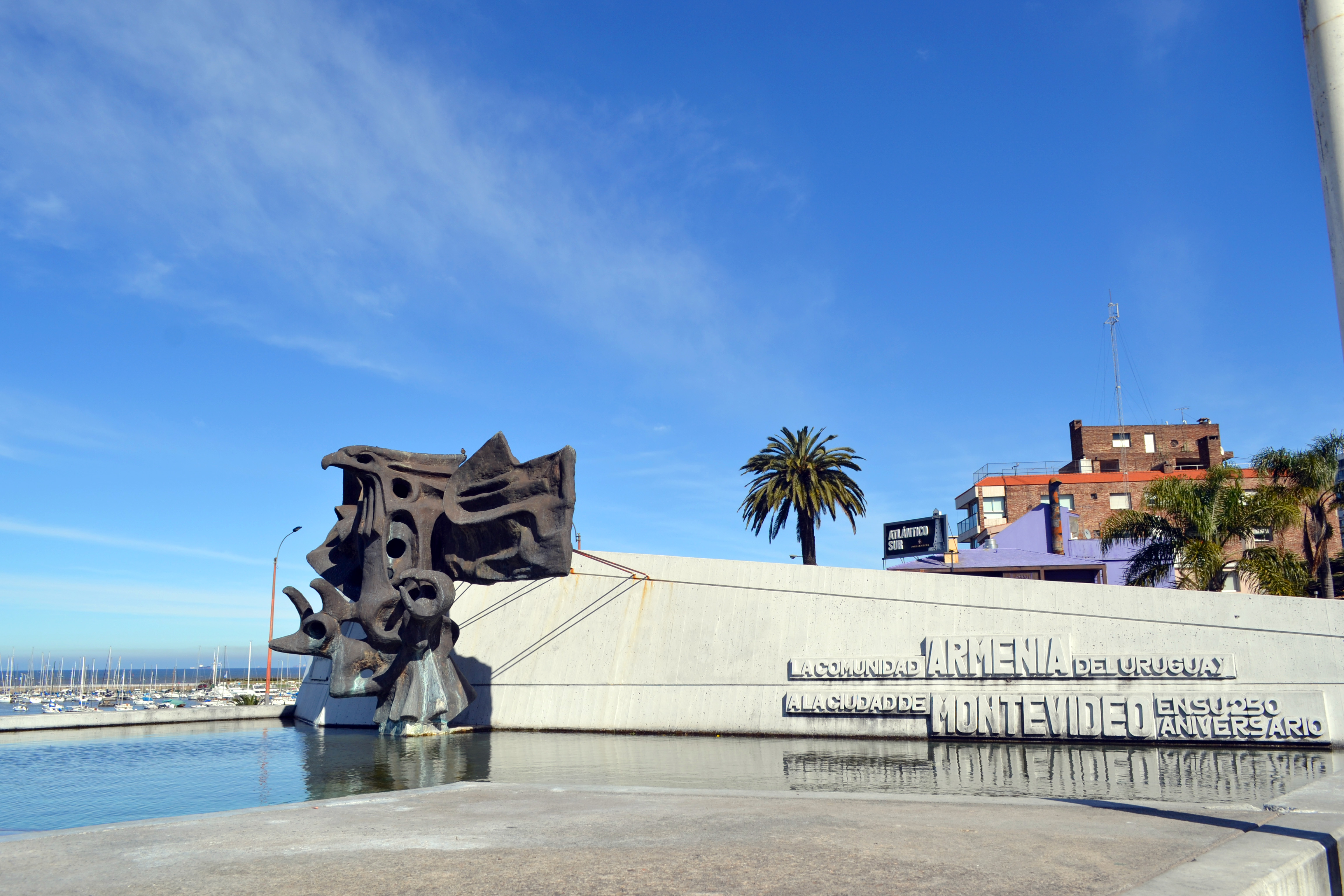
Monumento central de Plaza Armenia

Ubicada sobre la Rambla República de Armenia, en su intersección con la Avenida 26 de Marzo, fue inaugurada en 1981 para homenajear a la comunidad armenia del Uruguay, y a la amistad entre ambos países. El monumento central consiste en una fuente rodeada de dos muros ascendentes de hormigón, y de los cuales sobresale una gran águila de bronce patinado realizada por Hugo Nantes. La misma simboliza la lucha del pueblo armenio y su libertad. Asimismo, junto al monumento se erige un Jachkar inaugurado en 2010.
La plaza Armenia es el lugar donde se realizan actividades relacionadas con la comunidad, como el recordatorio anual por el genocidio armenio.

### Monumentos y arquitectura

#### Greetingman

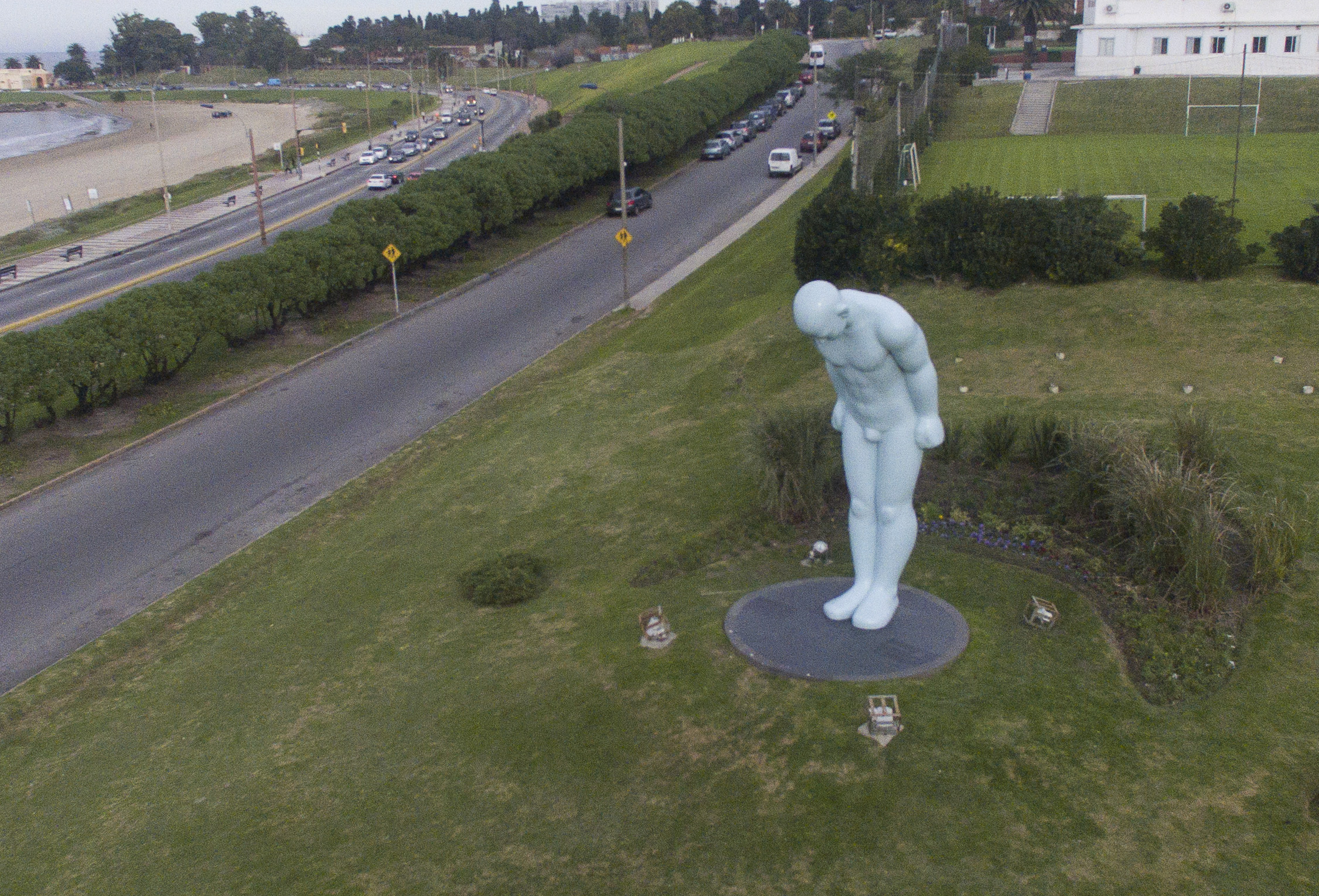
Greetingman

Inaugurado en 2012, se trata de una estatua de aluminio celeste de seis metros de altura diseñada por el artista surcoreano Yoo Young-ho. Representa a una persona realizando una reverencia a modo de saludo. Su instalación en la zona se dio debido a que Uruguay es la antípoda de Corea del Sur.

## Galería

Panorámica de la Rambla República de Chile, Buceo en 2012.